# The Newbeats
I The Newbeats furono un trio vocale composto da Larry Henley e dai fratelli Dean e Mark Mathis, attivo dal 1964 al 1974.
Il gruppo si formò nel 1964, dall'incontro dei fratelli Mathis (fino ad allora attivi come duo, col nome di Dean & Mark) e Henley.
Il loro primo e maggior successo fu Bread and Butter del 1964 (etichetta Hickory Records) che raggiunse la seconda posizione nella Billboard Hot 100 e il primo in Canada. Dell'anno successivo è l'altro singolo di successo del gruppo, Run, Baby Run (Back Into My Arms), che raggiunse il dodicesimo posto della Billboard Hot 100, il decimo nel Regno Unito (sebbene in occasione di una ripubblicazione nel 1971, sulla spinta del movimento Northern soul) e il quarto in Canada.
Il gruppo rimase con la Hickory Records fino al 1972, per passare brevemente dapprima alla Buddah Records e poi alla Playboy Records prima di scioglersi nel 1974.

## Discografia

### Album
- 1964 - Bread & Butter (Hickory Records)
- 1965 - Big Beat Sounds by The Newbeats (Hickory Records)
- 1965 - Run Baby Run (Hickory Records)

### Singoli
- 1964 – Bread and Butter/Tough Little Buggy (Hickory Records, 45-1269)
- 1964 – Everything's Alright/Pink Dally Rue (Hickory Records, 45-1282)
- 1965 – Break Away (From That Boy)/Hey-O-Daddy-O (Hickory Records, 45-1290)
- 1965 – (The Bees Are for the Birds) The Birds Are for the Bees/Better Watch Your Step (Hickory Records, 45-1305)
- 1965 – Little Child/I Can't Hear You No More (Hickory Records, 45-1320)
- 1965 – Run, Baby Run (Back into My Arms)/Mean Woolly Willie (Hickory Records, 45-1332)
- 1966 – Shake Hands (And Come Out Crying)/Too Sweet to Be Forgotten (Hickory Records, 45-1366)
- 1966 – Crying My Heart Out/Short on Love (Hickory Records, 45-1387)
- 1966 – Bird Dog/Evil Eva (Hickory Records, 45-1408)
- 1966 – My Yesterday Love/A Patent on Love (Hickory Records, 45-1422)
- 1967 – Top Secret/So Fine (Hickory Records, 45-P-1436)
- 1967 – Hide the Moon/It's Really Goodbye (Hickory Records, 45-P-1467)
- 1967 – You and Me and Happiness/Don't Turn Me Loose (Hickory Records, 45-1485)
- 1968 – Bad Dreams/Swinger (Hickory Records, 45-P-1496)
- 1968 – Michelle De Ann/I've Been a Long Time Loving You (Hickory Records, 45-1510)
- 1968 – The Girls and the Boys/Ain't That Lovin' You Baby (Hickory Records, 45-1522)
- 1969 – Thou Shalt Not Steal/Great Balls of Fire (Hickory Records, 45-P-1539)
- 1969 – Groovin (Out on Life)/Bread and Butter (Hickory Records, 45-P-1552)
- 1970 – Laura (What's He Got That I Ain't Got)/Break Away (From That Boy) (Hickory Records, 45-P-1562)
- 1970 – She Won't Hang Her Love Out (On the Line)/I'm a Teardrop (Hickory Records, 45-P-1569)
- 1971 – Am I Not My Brother's Keeper/Run, Baby Run (Back into My Arms) (Hickory Records, 45-P-1600)
- 1972 – Remember Love/Oh, Pretty Woman (Hickory Records, 45-P-1624)
- 1972 – Love Gets Sweeter/Everything's Alright (Hickory Records, 45-K-1637)
- 1973 – Bread and Butter/Tough Little Buggy (Hickory Records, HG 1001)
- 1973 – Run, Baby Run (Back into My Arms)/Mean Woolly Willie (Hickory Records, HG 1002)
- 1974 – Bread and Butter/Sherry Babe (Goldies 45, D-2671)
- 1974 – Bread and Butter/Tough Little Buggy (Hickory Records, H 326)
- 1974 – I Know (You Don't Want Me No More)/I Believe I'm in Love with You (Playboy Records, P 6013)